# Ulldecona
Ulldecona település Spanyolországban, Tarragona tartományban. Ulldecona La Galera, Godall, Freginals, Alcanar, La Sénia, Mas de Barberans, Vinaròs, San Jorge, Traiguera és San Rafael del Río községekkel határos. Lakosainak száma 6551 fő (2024).

## Népesség
A település népessége az elmúlt években az alábbi módon változott:
| Lakosok száma | 1206 | 6593 | 5475 | 5186 | 5096 | 6325 | 7335 | 6904 | 6300 | 6551 |
|               | 1717 | 1900 | 1940 | 1960 | 1986 | 2005 | 2010 | 2014 | 2019 | 2024 |